# 日本とポーランドの関係
日本とポーランドの関係（にほんとポーランドのかんけい、ポーランド語: Stosunki między Japonią a Polską、英語: Relations between Japan and Poland）では、日本とポーランドの関係について概説する。ポーランドの漢字表記「波蘭」から日波関係とも。

## 両国の比較

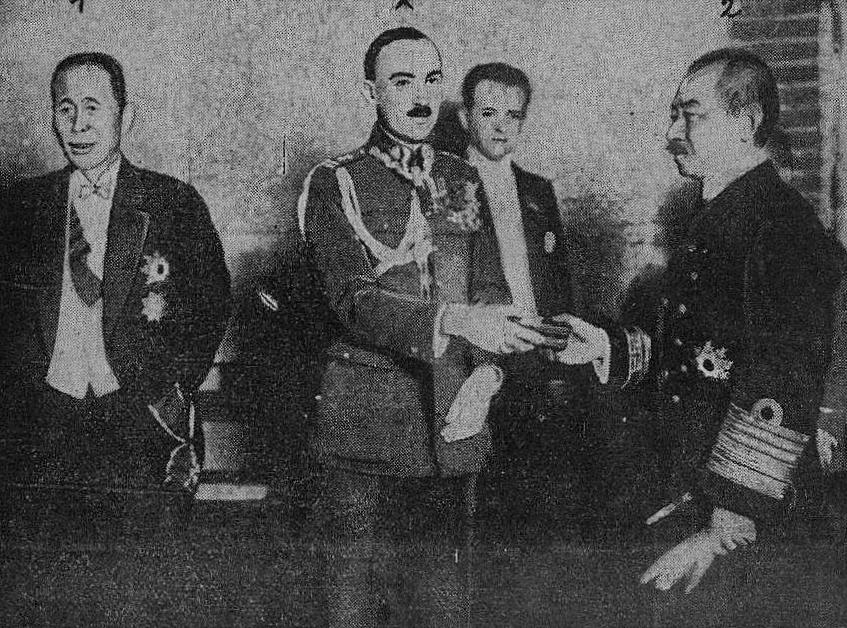
田中義一首相、ポーランド中佐ヴァツラフ・イェドルゼイェヴィチ、1928年にポーランドで活躍した岡田啓介提督

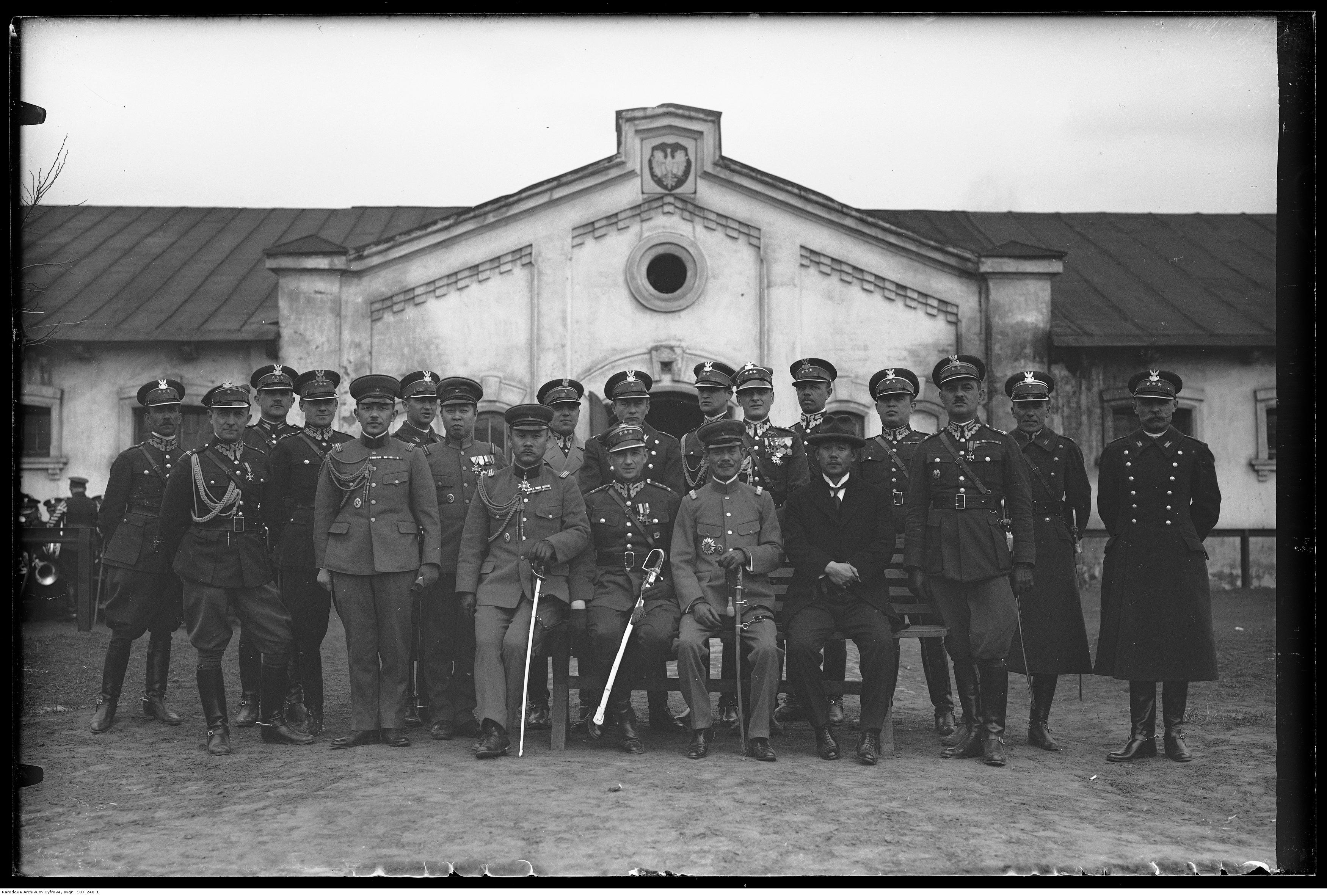
1929年にワルシャワでポーランドと日本の軍将校

|               | ポーランド                | 日本                          |
| ------------- | ------------------------- | ----------------------------- |
| 人口          | 3797万人（2019年）        | 1億2626万人（2019年）         |
| 国土面積      | 30万6170 km²              | 36万4500 km²                  |
| 人口密度      | 124 人/km2                | 347 人/km²（2018年）          |
| 首都          | ワルシャワ                | 東京都（事実上）              |
| 最大都市      | ワルシャワ                | 東京都区部                    |
| 政体          | 共和制                    | （民主制）議院内閣制          |
| 公用語        | ポーランド語              | 日本語（事実上）              |
| 通貨          | ズウォティ                | 円                            |
| 国教          |                           | なし                          |
| 人間開発指数  |                           | 0.919                         |
| 民主主義指数  |                           | 7.99                          |
| GDP（名目）   | 米ドル（2019年）          | 5兆5043億3091米ドル（2019年） |
| 一人当たりGDP | 35165.205米ドル（2019年） | 43593.5米ドル（2019年）       |
| 経済成長率    | 4.519%（2019年）          | 0.7%（2019年）                |
| 軍事費        | 119億米ドル               | 476億902万米ドル（2019年）    |

## 歴史

### 20世紀初頭
日本人が初めてポーランドを初めて訪れたのは1892年2月であり、福島安正少佐（1852年 - 1919年）が訪れている。福島少佐はユーラシア大陸を488日間かけて横断する途中ポーランドを通過し、少佐はポーランドに関し下の歌を詠んでいる。　
淋しき里にいでたればここはいずこと尋ねしに聞くも哀れやその昔亡ぼされたるポーランド—福島安正
1904年には日本にJ・ピウスツキ、R・ドモフスキという2人の政治指導者が来日している。

### ポーランド第二共和国時代
ロシア革命、ドイツ革命の混乱期、ポーランド第二共和国の元首は独裁的なユゼフ・ピウスツキとなった。1919年には第一次世界大戦が終結し、同年7月には、ワルシャワ大学に初めてボクダン・リヒテルにより日本語講座が開設された。
1920年、日本政府・日本赤十字社はウラジオストクから765人のポーランド人シベリア孤児を救済している。
1922年に皇族摂政となった昭和天皇は台湾事業公債、関東州事業公債を発行するとともに、ポーランドとの間に日本国波蘭国間通商航海条約を締結し、物資の輸入に務めた。日波協会（代表・志摩亮平）も組織されていた。
| | ポーランドより日本へ輸入 | 日本よりポーランドへ輸出 |
| --- | ------------------------ | ------------------------ |
| 1924年（大正13年）                                                                                               | 71,337                   | 1,564                    |
| 1928年（昭和3年）                                                                                                | 8,235,952                | 11,835                   |
| ※単位は円。 ※輸入の数字には、ドイツ商品として扱われていた亜鉛板、レール、鉄板、鉄管を含まない（150,000円相当）。 |                          |                          |

## 現在の関係

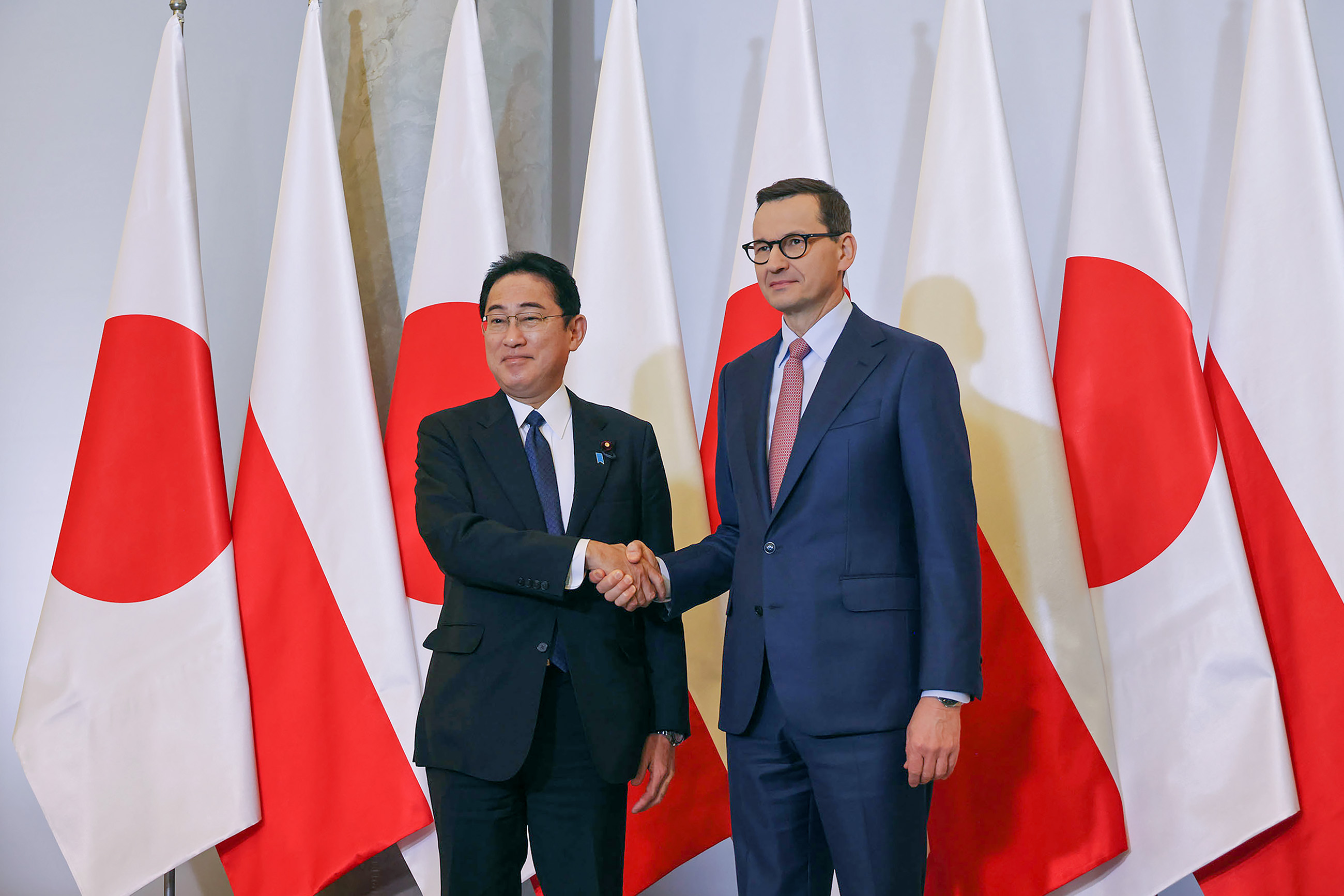
岸田文雄とマテウシュ・モラヴィエツキ。岸田は総理大臣としてポーランドを訪問した。2023年3月22日撮影。

戦後、日本はポーランド人民共和国を承認し、日本とポーランド人民共和国との正常な関係を回復するための条約が調印された。
1967年には三木武夫外相がポーランドを訪れたのを機に日本・ポーランド経済混合委員会が発足した。1987年1月、中曽根康弘が日本の首相として初めて公式訪問し、同年6月に国家評議会議長ヤルゼルスキが日本を訪れた。1990年1月には首相海部俊樹がハンガリーとともにポーランドを訪問した。2008年にレフ・カチンスキ大統領が訪日した。
2009年には国交樹立90周年を迎え2019年は、100周年であった。

### 経済関係
ポーランドと日本の間の経済貿易関係は大いに発展している。ポーランドには約300社の日本企業がある。

### 文化関係
ポーランドでは、19世紀末になるとフランスなどの影響を受け、文学、美術、民俗学などを中心に日本への関心が芽生え、日露戦争後には盛んになった。
ポーランドに移住する日本人ピアニストも多く、特にショパン国際ピアノコンクールへの参加者は、年々増えている。

## 外交使節

### 駐ポーランド日本大使館

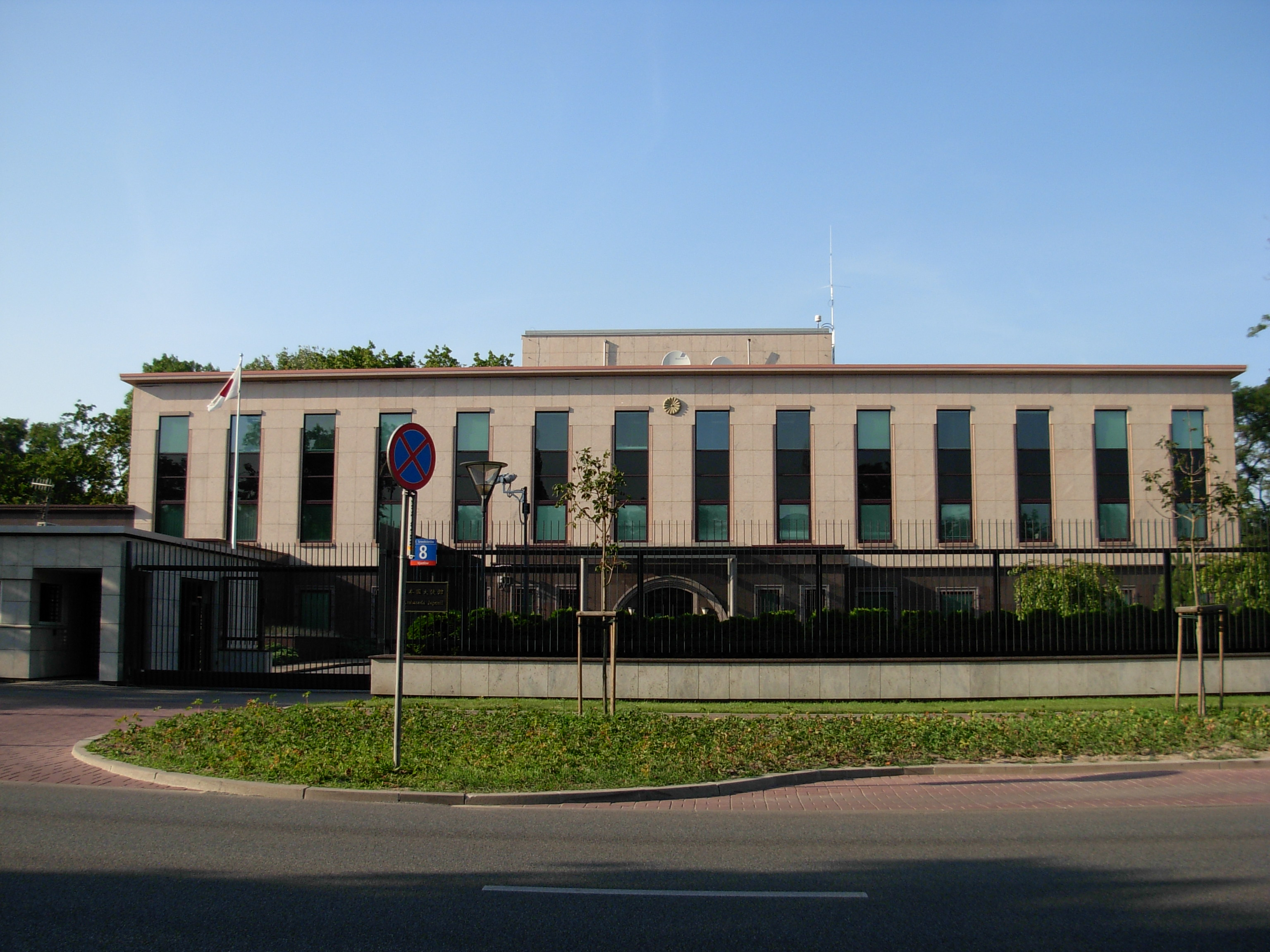
ワルシャワにある日本大使館
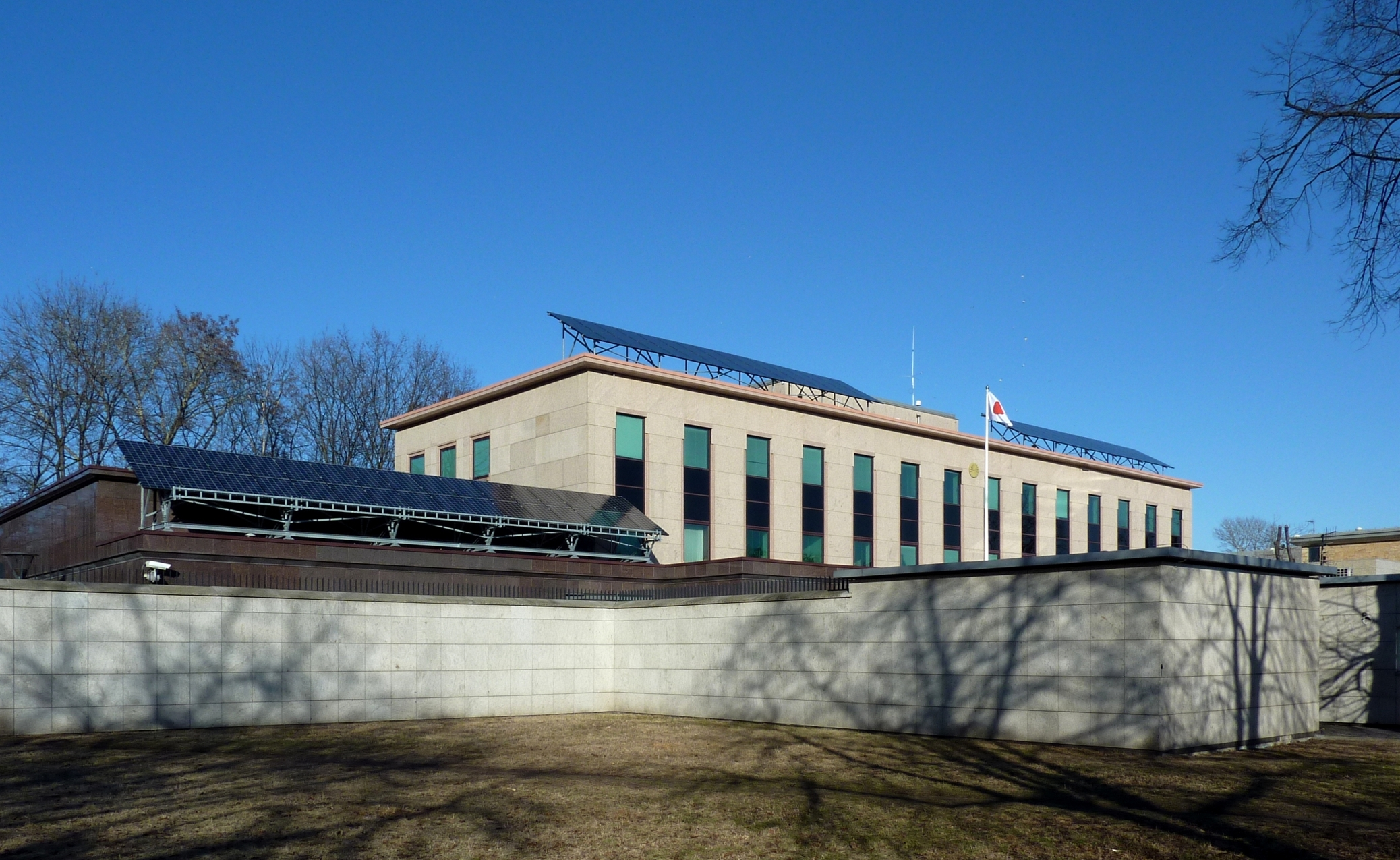
在ポーランド日本国大使館

### 駐日ポーランド大使
- ズディスワフ・レグルスキー（ポーランド語版）（1972～1975年、信任状捧呈は3月1日[42]）
- リシャルト・フロンツキエヴィチ（ポーランド語版、英語版）[43][44]（1986～1991年）
- ヘンリク・リプシッツ（ポーランド語版、英語版）（1991～1996年、信任状捧呈は1992年2月1日[45]）
- イェジ・ポミャノフスキ（ポーランド語版）（1997～2002年、信任状捧呈は6月25日[46]）
- マルツィン・リビツキ（ポーランド語版）（2003～2008年、信任状捧呈は7月11日[47]）
- ヤドヴィガ・ロドヴィッチ（2008～2012年、信任状捧呈は11月25日[48]）
- ツィリル・コザチェフスキ（2012～2016年、信任状捧呈は9月10日[49]）
- ヤツェク・イズィドルチク（2017～2019年、信任状捧呈は5月24日[50]）
- パヴェウ・ミレフスキ（2019年～、信任状捧呈は12月19日[51]） - アダム・ミツキェヴィチ大学、首都師範大学などを経て1999年より外務省勤務。

### 駐日ポーランド大使館、関連施設

駐日ポーランド大使館の全景
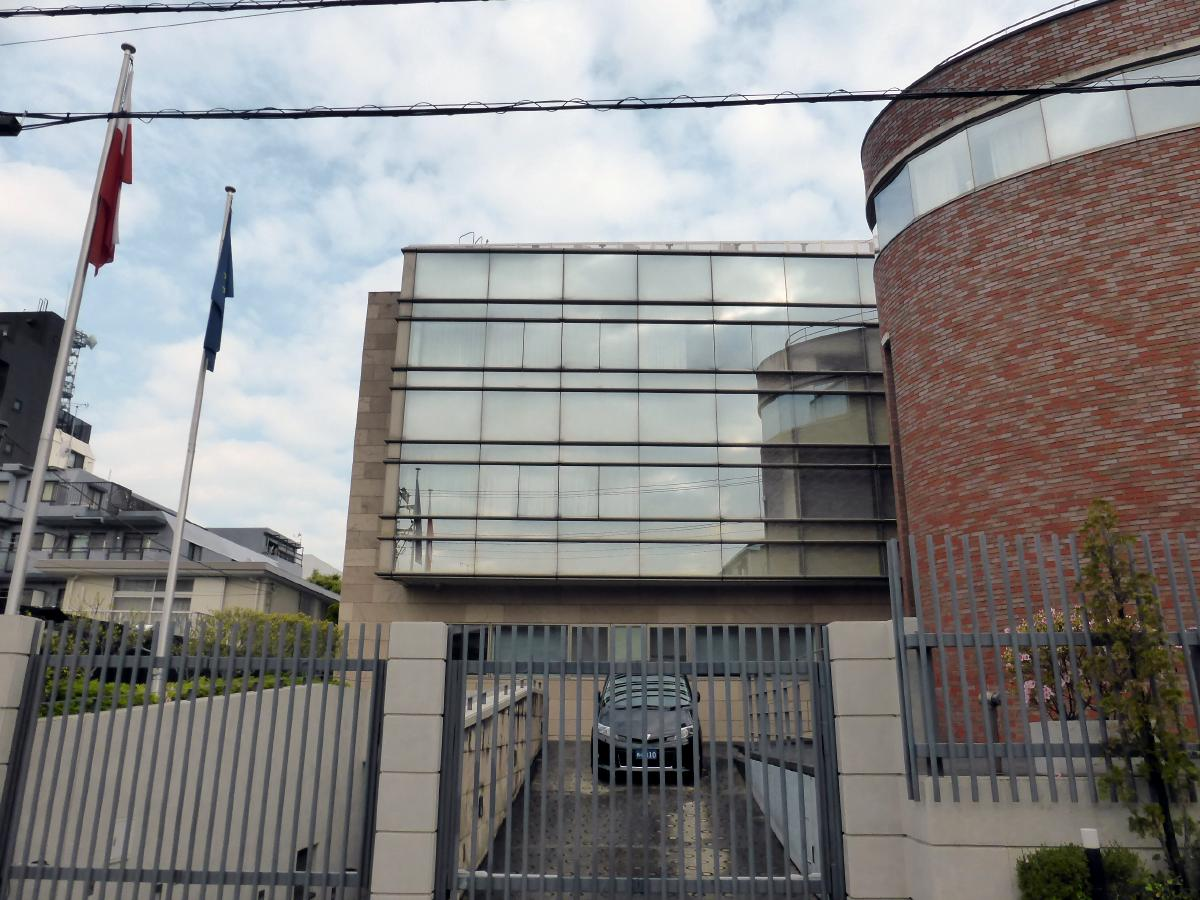
駐日ポーランド国旗とEU旗
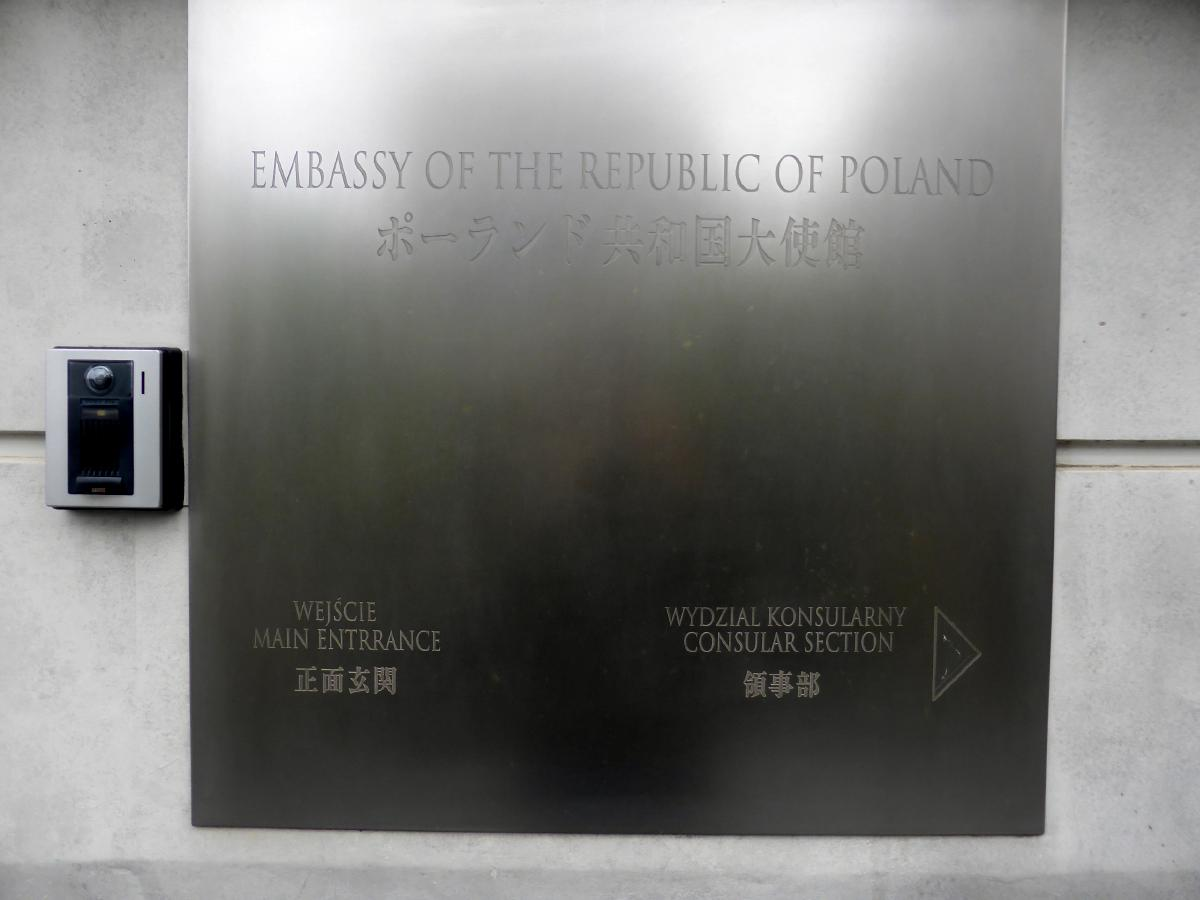
駐日ポーランド大使館プレート
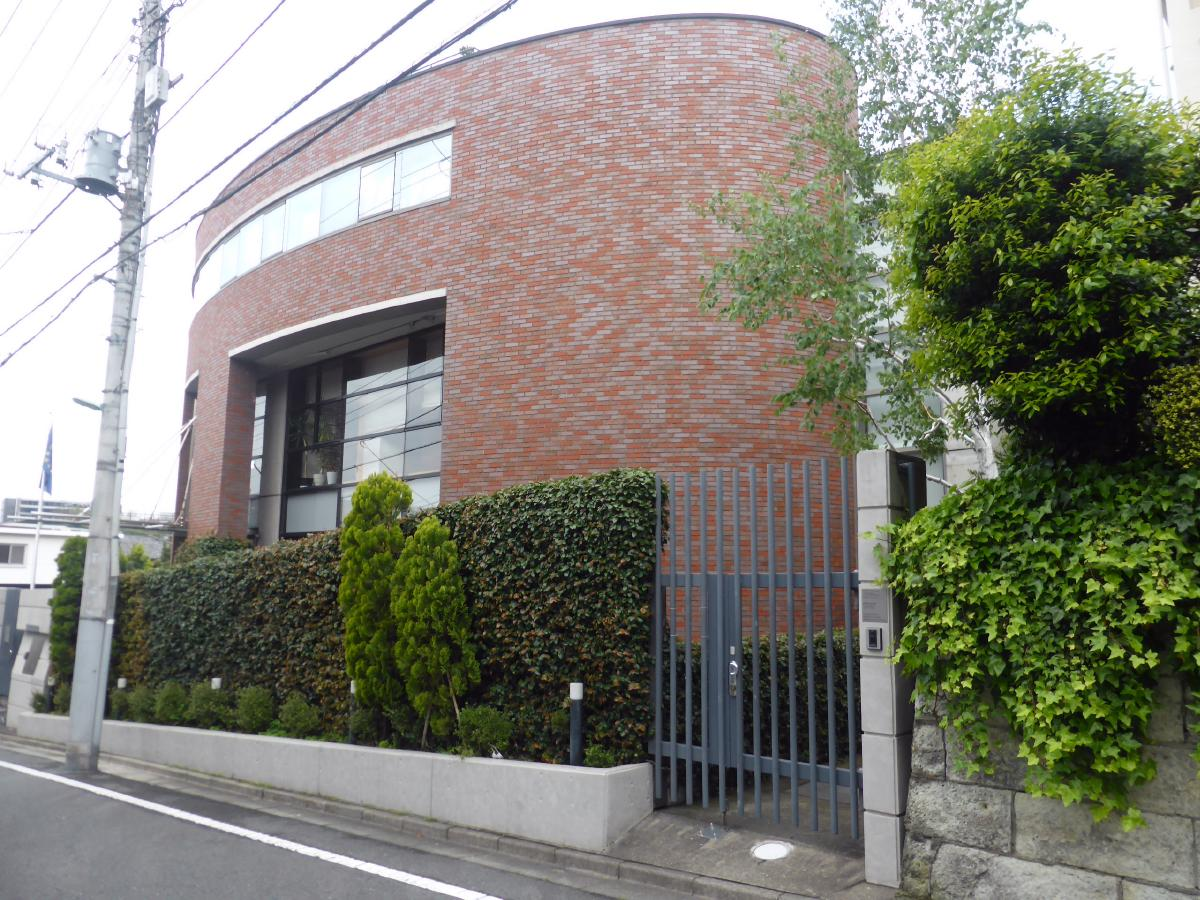
駐日ポーランド大使館プレート
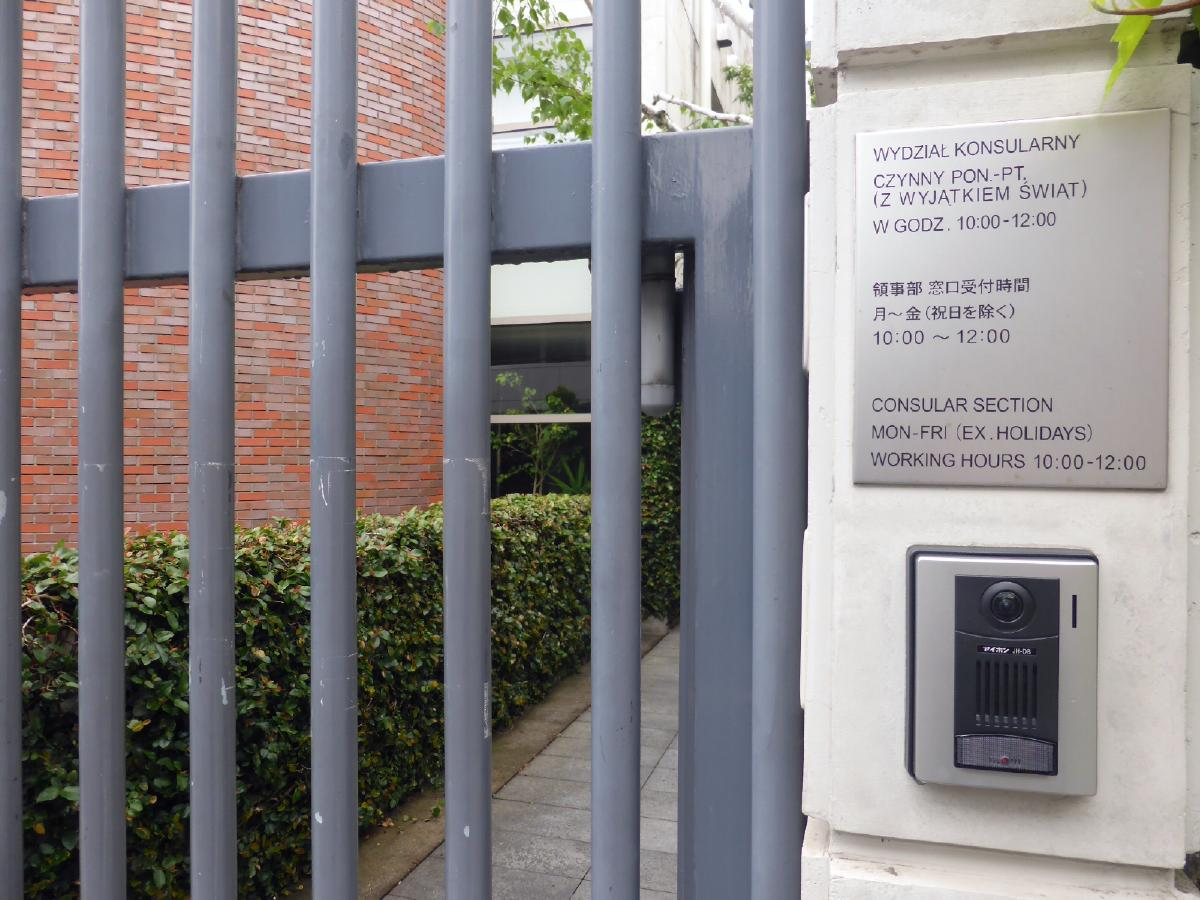
駐日ポーランド大使館領事部正門
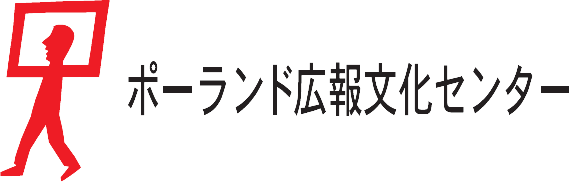
ポーランド広報文化センター